# Cratere Kuiper (Mercurio)
Kuiper è un cratere d'impatto presente sulla superficie di Mercurio, a 11,35° di latitudine sud e 31,23° di longitudine ovest, con diametro di 62,32 km.
È il cratere con la più alta albedo di tutto il pianeta. L'elevata albedo, il fatto che si sovrapponga alla corona del cratere Murasaki e il buon stato di conservazione del picco centrale suggeriscono che sia tra i crateri di più recente formazione.
Il cratere è stato battezzato dall'Unione Astronomica Internazionale in onore dell'insigne astronomo olandese Gerard Peter Kuiper. A suo volta il cratere dà il nome alla maglia H-6, precedentemente nota come Tricrena. Con Hun Kal costituisce una delle due eccezioni alla nomenclatura dei crateri di Mercurio.